# 闫文港
闫文港（1997年7月1日—），天津武清人，中国男子钢架雪车运动员。在北京举办的2022年冬季奥林匹克运动会上获得男子钢架雪车项目铜牌。

## 生平
1997年7月1日，出生于今天津市武清区曹子里镇前台村。2009年8月，进入天津市武清区体育运动学校，在教练员崔景辰的带领下学习跳远，成绩优异。2015年，入选中国钢架雪车集训队。2016年，进入哈尔滨体育学院冬季奥林匹克学院学习。2019年，闫文港在国际雪车联合会洲际杯（ICC）美国帕克城站的比赛中获得第四名。在欧洲杯德国国王湖站，夺得冠军，刷新中国队在这项赛事的最好成绩。
2020年，在德国阿尔滕贝格举行的世界钢架雪车锦标赛上闫文港获得第11名，成绩为3分47秒91。
2022年，在北京举办的2022年冬季奥林匹克运动会上，闫文港获得男子钢架雪车项目铜牌，这是中国历史上第一枚冬奥会钢架雪车项目奖牌。
2022年4月8日被国务院评为北京冬奥会、冬残奥会突出贡献个人。